# Красно (озеро)
Кра́сно (бел. Кра́сна) — озеро в Полоцком районе Витебской области Белоруссии. Относится одновременно к бассейнам рек Туровлянка и Ушача.

## Описание
Озеро Красно располагается в 16 км к юго-западу от Полоцка, недалеко от деревни Усомля.
Площадь зеркала составляет 0,185 км², длина — 0,59 км, наибольшая ширина — 0,43 км. Длина береговой линии — 1,7 км. Наибольшая глубина — 0,5 м, средняя — 0,3 м. Объём воды в озере — 0,06 млн м³.
Котловина приблизительно округлой формы, слегка вытянутая с севера на юг. Береговая линия относительно ровная. Берега преимущественно низкие, песчаные, заболоченные, поросшие кустарником и редколесьем. Озеро окружает обширная заболоченная пойма.
К северо-восточной части озера примыкает узкая протока, сообщающаяся с озером Усомля. В свою очередь, Усомля сообщается как с Ушачей, так и с водоёмами бассейна Туровлянки.
В озере Красно обитают карась, линь, окунь, плотва и другие виды рыб.